# Руксандра Драгомір
Руксандра Драгомір (рум. Ruxandra Dragomir Ilie, нар. 24 жовтня 1972) — колишня румунська тенісистка.
Здобула чотири одиночних та п'ять парних титулів.
Закінчила кар'єру в 2005 році, в 2009—2013 роках була президентом Тенісної федерації Румунії.

## Фінали турнірів WTA

### Одиночний розряд: 8 (4–4)
| Перемога — Легенда (до/після 2009)         |
| ------------------------------------------ |
| Турніри Великого шолома (0)                |
| Турніри WTA Tour (0)                       |
| Tier I / Premier Mandatory & Premier 5 (0) |
| Tier II / Premier (0–2)                    |
| Tier III, IV & V / International (4–2)     |

| Результат | Ранг | Дата              | Турнір                                                             | Категорія | Покриття | Опонент            | Рахунок          |
| --------- | ---- | ----------------- | ------------------------------------------------------------------ | --------- | -------- | ------------------ | ---------------- |
| Поразка   | 1.   | 24 липня 1995     | Maria Lankowitz, Австрія                                           | Tier IV   | Ґрунт    | Юдіт Візнер        | 6–7(4–7), 3–6    |
| Перемога  | 1.   | 6 травня 1996     | Hungarian Ladies Open, Угорщина                                    | Tier IV   | Ґрунт    | Мелані Шнелль      | 7–6(8–6), 6–1    |
| Перемога  | 2.   | 9 вересня 1996    | ECM Prague Open, Чехія                                             | Tier IV   | Ґрунт    | Патті Шнідер       | 6–2, 3–6, 6–4    |
| Перемога  | 3.   | 18 листопада 1996 | Pattaya City, Таїланд                                              | Tier IV   | Тверде   | Тамарін Танасугарн | 7–6(7–4), 6–4    |
| Поразка   | 2.   | 28 квітня 1997    | Гамбург, Німеччина                                                 | Tier II   | Ґрунт    | Іва Майолі         | 3–6, 2–6         |
| Перемога  | 4.   | 16 червня 1997    | Rosmalen Grass Court Tournaments, Нідерландські Антильські острови | Tier III  | Трава    | Міріам Ореманс     | 5–7, 6–2, 6–4    |
| Поразка   | 3.   | 11 квітня 1999    | Amelia Island Турніри, США                                         | Tier II   | Ґрунт    | Моніка Селеш       | 2–6, 3–6         |
| Поразка   | 4.   | 25 червня 2000    | Rosmalen Grass Court Tournaments, Нідерландські Антильські острови | Tier II   | Трава    | Мартіна Хінгіс     | 2–6, 0–3 retired |

### Парний розряд: 10 (5–5)
| Перемога — Легенда (до/після 2009)         |
| ------------------------------------------ |
| Турніри Великого шолома (0)                |
| Турніри WTA Tour (0)                       |
| Tier I / Premier Mandatory & Premier 5 (0) |
| Tier II / Premier (0–2)                    |
| Tier III, IV & V / International (4–2)     |

| Результат | Ранг | Дата           | Турнір                                                             | Покриття | Партнер                 | Опоненти                           | Рахунок                 |
| --------- | ---- | -------------- | ------------------------------------------------------------------ | -------- | ----------------------- | ---------------------------------- | ----------------------- |
| Перемога  | 1.   | 4 липня 1994   | Internazionali Femminili di Tennis di Palermo, Італія              | Ґрунт    | Лаура Гарроне           | Аліче Канепа Джулія Казоні         | 6–1, 6–0                |
| Перемога  | 2.   | 15 травня 1995 | Bournemouth, Great Britain                                         | Ґрунт    | Маріан де Свардт        | Керрі-Енн Г'юз Патрісія Гай-Буле   | 6–3, 7–5                |
| Поразка   | 1.   | 5 січня 1997   | Brisbane International, Австралія                                  | Тверде   | Сільвія Фаріна-Елія     | Кадзімута Наоко Міягі Нана         | 7–6, 6–1                |
| Поразка   | 2.   | 28 квітня 1997 | Гамбург, Німеччина                                                 | Ґрунт    | Іва Майолі              | Анке Губер Марі П'єрс              | 6–4, 6–7(1–7), 2–6      |
| Перемога  | 3.   | 14 липня 1997  | ECM Prague Open, Чехія                                             | Ґрунт    | Каріна Габшудова        | Ева Мартінцова Гелена Вілдова      | 6–1, 5–7, 6–2           |
| Перемога  | 4.   | 21 липня 1997  | Warsaw Open, Польща                                                | Ґрунт    | Інес Горрочатегі        | Кетрін Берклей Мейке Бабель        | 6–4, 6–0                |
| Поразка   | 3.   | 10 липня 2000  | Internazionali Femminili di Tennis di Palermo, Італія              | Ґрунт    | Вірхінія Руано Паскуаль | Сільвія Фаріна-Елія Ріта Гранде    | 4–6, 6–0, 6–7(6–8)      |
| Поразка   | 4.   | 7 січня 2001   | Moorilla Hobart International, Австралія                           | Тверде   | Вірхінія Руано Паскуаль | Олена Лиховцева Кара Блек          | 4–6, 1–6                |
| Перемога  | 5.   | 18 червня 2001 | Rosmalen Grass Court Tournaments, Нідерландські Антильські острови | Трава    | Надія Петрова           | Кім Клейстерс Міріам Ореманс       | 7–6(7–5), 6–7(5–7), 6–4 |
| Поразка   | 5.   | 22 липня 2001  | Knokke-Heist, Бельгія                                              | Ґрунт    | Андрея Ехрітт-Ванк      | Вірхінія Руано Паскуаль Магі Серна | 4–6, 3–6                |

## Фінали ITF
| Легенда          |
| ---------------- |
| Турніри $100,000 |
| Турніри $75,000  |
| Турніри $50,000  |
| Турніри $25,000  |
| Турніри $10,000  |

### Одиночний розряд (7-2)
| Результат | Ранг | Дата              | Турнір                          | Покриття | Опонент                | Рахунок       |
| --------- | ---- | ----------------- | ------------------------------- | -------- | ---------------------- | ------------- |
| Перемога  | 1.   | 13 серпня 1990    | Rebecq, Бельгія                 | Ґрунт    | Sandra Begijn          | 6-3 7-5       |
| Перемога  | 2.   | 17 вересня 1990   | Рабаць, Yugoslavia              | Ґрунт    | Gorana Matić           | 6-3 6-1       |
| Перемога  | 3.   | 24 вересня 1990   | Малий Лошинь, Yugoslavia        | Ґрунт    | Іріна Спирля           | 6-3 6-1       |
| Поразка   | 4.   | 1 жовтня 1990     | Шибеник (місто), Yugoslavia     | Ґрунт    | Барбара Мулей          | 6-7, 4-6      |
| Перемога  | 5.   | 25 березня 1991   | Супетар, Yugoslavia             | Ґрунт    | Анжелік Олів'є         | 6-4 4-6 6-0   |
| Поразка   | 6.   | 8 червня 1992     | Реджо-нель-Емілія, Італія       | Ґрунт    | Емануела Зардо         | 1-6, 6-7(2-7) |
| Перемога  | 7.   | 31 серпня 1992    | Клагенфурт-ам-Вертерзе, Австрія | Ґрунт    | Оса Свенссон           | 6-4, 6-3      |
| Перемога  | 8.   | 30 листопада 1992 | Гавр, Франція                   | Ґрунт    | Сара Пітковскі-Малькор | 7-6 7-5       |
| Перемога  | 9.   | 25 квітня 1998    | Простейов, Чехія                | Ґрунт    | Адріана Герші          | 6-0, 6-0      |

### Парний розряд (8-6)
| Результат | Ранг | Дата              | Турнір                              | Покриття  | Партнер            | Опоненти                             | Рахунок            |
| --------- | ---- | ----------------- | ----------------------------------- | --------- | ------------------ | ------------------------------------ | ------------------ |
| Поразка   | 1.   | 13 серпня 1990    | Rebecq, Бельгія                     | Ґрунт     | Іріна Спирля       | Ельс Калленс Каролін Віллот          | 4-6, 2-6           |
| Перемога  | 2.   | 20 серпня 1990    | Koksijde, Бельгія                   | Ґрунт     | Іріна Спирля       | Ерда Кроус Lucie Ludvigová           | 6-1 2-6 6-3        |
| Перемога  | 3.   | 17 вересня 1990   | Рабаць, Yugoslavia                  | Ґрунт     | Іріна Спирля       | Катаріна Студенікова Gabriela Vesela | 1-6 6-3 6-4        |
| Поразка   | 4.   | 12 серпня 1991    | Пістіччі, Італія                    | Тверде    | Іріна Спирля       | Джастін Годдер Мая Мурич             | 4–6, 6–3, 3–6      |
| Поразка   | 5.   | 3 лютого 1992     | Джакарта, Індонезія                 | Ґрунт     | Іріна Спирля       | Ніколь Пратт Енджи Каннінгем         | 1-6, 0-6           |
| Перемога  | 6.   | 14 червня 1992    | Модена, Італія                      | Ґрунт     | Елена Пампулова    | Александра Фусаї Nathalie Tschan     | 6–3, 7–6(7–5)      |
| Перемога  | 7.   | 22 червня 1992    | Реджо-нель-Емілія, Італія           | Ґрунт     | Nathalie Tschan    | Барбара Колле Александра Фусаї       | 3-6 6-2 6-1        |
| Поразка   | 8.   | 22 листопада 1992 | Ноттінгем, Велика Британія          | Килим (I) | Іріна Спирля       | Ельс Калленс Елена Пампулова         | 6–7(3–7), 4–6      |
| Перемога  | 9.   | 30 листопада 1992 | Гавр, Франція                       | Ґрунт     | Іріна Спирля       | Ангела Керек Забіне Ломанн           | 6-3 7-6            |
| Поразка   | 10.  | 2 травня 2004     | Кань-сюр-Мер, Франція               | Ґрунт     | Антонія Матіч      | Любомира Бачева Ева Бірнерова        | 6–3, 6–7(4–7), 3–6 |
| Перемога  | 11.  | 16 травня 2004    | Сен-Годан (Верхня Гаронна), Франція | Ґрунт     | Андрея Ехрітт-Ванк | Марта Домаховська Наталія Гуссоні    | 6–3, 6–1           |
| Перемога  | 12.  | 15 червня 2004    | Горіція, Італія                     | Килим (i) | Андрея Ехрітт-Ванк | Мартіна Мюллер Анжеліка Реш          | 7–6(9–7), 6–2      |
| Поразка   | 13.  | 17 жовтня 2004    | Ashburn, США                        | Тверде    | Саманта Рівз       | Келлі Маккейн Крістен Шлукебір       | 2–6, 2–6           |
| Перемога  | 14.  | 24 жовтня 2004    | Кері (Північна Кароліна), США       | Тверде    | Саманта Рівз       | Морін Дрейк Міягі Нана               | 4–6, 6–3, 6–3      |

## Досягнення в одиночному розряді
| Турніри Великого Шлему           |     |     |     |     |     |     |     |     |     |     |     |     |       |
| Australian Open                  | A   | 1р  | 2р  | 2р  | 2р  | 2р  | 3р  | 3р  | 3р  | A   | A   | 1р  | 14–9  |
| French Open                      | 2р  | 2р  | 2р  | 2р  | ЧФ  | 3р  | 2р  | 2р  | 1р  | A   | A   | A   | 22–9  |
| Вімблдонський турнір             | 2р  | 2р  | 1р  | 3р  | 1р  | 1р  | 2р  | 1р  | 1р  | A   | A   | A   | 5–9   |
| Відкритий чемпіонат США з тенісу | 1р  | 2р  | 1р  | 1р  | 1р  | 1р  | 2р  | 2р  | A   | A   | A   | A   | 3–8   |
| Перемоги-Поразки                 | 4–3 | 5–4 | 4–4 | 4–4 | 7–4 | 5–4 | 7–4 | 6–4 | 2–3 | 0–0 | 0–0 | 0–1 | 40–35 |

### Результати особистих зустрічей
- Серена Вільямс 0-1
- Вінус Вільямс 0-3
- Мартіна Хінгіс 0-4
- Ліндсі Девенпорт 0-7
- Анна Курникова 2-1
- Домінік Монамі 1-2
- Кім Клейстерс 0-1
- Аранча Санчес Вікаріо 0-5
- Надія Петрова 2-0